# Uli Gaulke
Uli Gaulke (* 19. August 1968 in Schwerin) ist ein deutscher Regisseur, Autor und Kameramann.

## Leben
Nach seinem Abitur 1987 an der Erweiterten Goethe-Oberschule in Schwerin und dem Armeedienst studierte Gaulke in Berlin von 1989 bis 1995 Informatik und Film- und Theaterwissenschaft an der TU Berlin und der Freien Universität. Nebenher arbeitete er als Filmvorführer in diversen Berliner Kinos. Nachdem er 1994 zusammen mit Freunden das Programmkino Balasz in Berlin-Mitte gegründet hatte, begann er 1995 ein Studium der Filmregie an der Hochschule für Film und Fernsehen Konrad Wolf in Potsdam-Babelsberg. Mit seinem Abschlussfilm Havanna Mi Amor gewann er 2001 den Deutschen Filmpreis in Gold für den Besten Dokumentarfilm. Seitdem arbeitet er als Regisseur, Autor und Kameramann für Kino und Fernsehen. Dreharbeiten führten ihn nach Nordkorea, Indien, Burkina Faso, Kuba und die USA. Er war dramaturgischer Berater des Films Lovemobil (2019).

## Filmografie
Kino
- 1996: Irina
- 1999/2000: Havanna mi amor
- 2002/2003: Heirate mich
- 2006: Comrades In Dreams – Leinwandfieber
- 2009: Pink Taxi
- 2011–13: As Time Goes By in Shanghai
- 2016–18: Sunset Over Hollywood
- 2019–24: Ihr Jahrhundert – Frauen erzählen Geschichte

Fernsehen
- 2005: Der Osten möbelt auf – IKEA in Erfurt, TV-Serie, Arte, 5 x  25 min
- 2007: Die Jahrhundertflut – Schicksalstage in Mitteldeutschland, Dokufiktion, 90 min
- 2013: 24h Jerusalem (Episodenregie)
- 2014: Goodbye G.I., Dokumentarfilm (zusammen mit Agnes Lisa Wegner), SWR, 80 min.[1]